# سامسونگ مدیکال سنتر
سامسونگ مدیکال سنتر (انگلیسی: Samsung Medical Center) شرکت مدیریت بیمارستان کره‌ای است، که در سال ۱۹۹۴ تأسیس شد.